# Claudia Potenza
Claudia Potenza, née le 21 mai 1981 à Manfredonia dans la région des Pouilles en Italie, est une actrice italienne. 

## Biographie
Claudia Potenza naît en 1981 à Manfredonia dans la région des Pouilles. Elle s'installe à Rome et débute comme actrice au théâtre. En 2009, elle apparaît à la télévision dans la mini-série Puccini de Giorgio Capitani et au cinéma dans les films Feisbum - Il film et Viola di mare de Donatella Maiorca.
En 2010, elle joue dans le road-movie humoristique Basilicata coast to coast de Rocco Papaleo et obtient une nomination au David di Donatello de la meilleure actrice dans un second rôle. L'année suivante, elle présente avec Checco Zalone et Youma Diakité l'émission Resto Umile World Show. Elle joue également dans la comédie I più grandi di tutti de Carlo Virzì et dans le téléfilm Un Natale per due de Giambattista Avellino (it), remake de la comédie américaine Un ticket pour deux (Planes, Trains & Automobiles) de John Hughes. En 2012, elle apparaît dans le drame Magnifica presenza de Ferzan Özpetek, dans la comédie Outing - Fidanzati per sbaglio de Matteo Vicino (it) et dans la série télévisée Il clan dei camorristi consacré au clan des Casalesi.
Elle retrouve Rocco Papaleo l'année suivante dans la comédie Una piccola impresa meridionale et obtient une nomination au Ruban d'argent de la meilleure actrice dans un second rôle. En 2016, elle joue le rôle de la femme du juge Paolo Borsellino dans le drame biographique Era d'estate de Fiorella Infascelli qui est consacré à l'exil sur l'île d'Asinara en 1985 des juges Giovanni Falcone et Borsellino avec leurs familles afin de les protéger des menaces de la Mafia italienne. Elle tient ensuite l'un des principaux rôles du drame La Montagne (Monte), premier film italien du réalisateur iranien Amir Naderi qui se déroule au Moyen Âge.

## Filmographie

### Au cinéma
- 2009 : Feisbum - Il film
- 2009 : Viola di mare de Donatella Maiorca
- 2010 : Basilicata coast to coastde Rocco Papaleo
- 2011 : I più grandi di tutti de Carlo Virzì
- 2012 : Magnifica presenza de Ferzan Özpetek
- 2012 : Outing - Fidanzati per sbaglio de Matteo Vicino (it)
- 2012 : La stagione dell'amore d'Antonio Silvestre (court-métrage)
- 2013 : Meglio se stai zitta d'Elena Bouryka (it) (court-métrage)
- 2013 : Una piccola impresa meridionale de Rocco Papaleo
- 2016 : Per sempre de Paolo Genovese (court-métrage)
- 2016 : Era d'estate de Fiorella Infascelli
- 2016 : La Montagne (Monte) d'Amir Naderi

### À la télévision

#### Téléfilms
- 2011 : Un Natale per due de Giambattista Avellino (it)
- 2015 : Con il sole negli occhi de Pupi Avati

#### Séries télévisées
- 2009 : Puccini de Giorgio Capitani
- 2012 : Il clan dei camorristi d'Alessandro Angelini et Alexis Sweet
- 2013 : Ricette e ritratti d'attore

## Prix et distinctions notables
- Nomination au David di Donatello de la meilleure actrice dans un second rôle en 2011 pour Basilicata coast to coast.
  - Nomination au Ruban d'argent de la meilleure actrice dans un second rôle en 2014 pour Una piccola impresa meridionale.